# مجزرة بوابة يافا (7 يناير 1948)
مجزرة بوابة يافا، مجزرة نفذتها عصابة أرغون الصهيونية في بوابة يافا (باب الخليل) احدى الأبواب السبعة في سور البلدة القديمة والمدخل الرئيسي اليها في القدس أُلقيت قنبلة من سيارة شرطة مسروقة على البوابة أثناء انتظار مجموعة من المدنين لحافلة كانت ستقلهم ، بتاريخ 7 يناير (كانون الثاني) 1948 قُتل على أثرها من 18 الى 20 فلسطينيًا مدنيّا من المارين عبر البوابة وأصيب 41 فلسطينيّا آخرون.
أغلقت بوابة يافا (باب الخليل) فيما بعد بعد النكبة 1948 لمدة 19عامًا ليتم اعادة فتحه عام 1967 بعد سيطرة اسرائيل عليه، خلال النكبة وما قبلها، لجأت العصابات الصيهونية لعمليات العنف ضد الفلسطينيين من سكان القدس للترهيب، نُفذت عمليات أخرى في القدس منها مجزرة فندق سميراميس، مذبحة مقهى بوابة دمشق ومذبحة بناية السلام.

## انظر ايضًا
- قائمة المذابح التي نفذت خلال فترة حرب 1948
- باب الخليل